# فضای سوبولف
در ریاضیات، فضای سوبولف (به انگلیسی: Sobolev Space)، فضایی برداری از توابع است و مجهز به نرم می‌باشد. نرم این فضا، مرکب از {\displaystyle L^{p}}-نرم‌های توابع به همراه مشتقاتشان تا مرتبه‌ای دلخواه می‌باشد. این مشتقات از نوع ضعیف اند تا بدین طریق فضا را کامل کنند، یعنی آن را تبدیل به فضای باناخ نمایند. فضای سوبولف به‌طور شهودی، فضایی از توابع است که برای کاربردهای خاص، به میزان کافی مشتقاتی همچون معادلات دیفرانسیل با مشتقات جزئی داشته و مجهز به نرمی باشد که هم بزرگی و هم منظم بودن یک تابع را مورد سنجش قرار دهد.
فضاهای سوبولف به نام ریاضی‌دان روس، سرگئی سوبولف نامگذاری شده‌است. اهمیت این فضاها از این حقیقت نشأت می‌گیرد که جواب‌های ضعیف برخی از معادلات دیفرانسیل با مشتقات جزئی در فضای سوبولفِ مناسب برای آن معادلات وجود دارد، حتی اگر آن معادلات هیچ جواب قوی در فضای توابع پیوسته با مشتقات کلاسیک عادی نداشته باشند.